# BSG Motor Nord Brandenburg
Die BSG Motor Nord Brandenburg war eine Betriebssportgemeinschaft in Brandenburg an der Havel. 

## Geschichte
Trägerbetrieb der BSG war die Thälmannwerft an der Havel. In den 1940er Jahren wurde nach dem Ende des Zweiten Weltkriegs zunächst die Betriebssportgemeinschaft Volkswerft Ernst Thälmann gegründet. 1950 wechselte der Name zu BSG Anker Brandenburg und ein Jahr später zu BSG Motor Nord Brandenburg. 1954 qualifizierten sich die Fußballer der Betriebssportgemeinschaft für den FDGB-Pokal. In der Pokalsaison 1954/55 schied man aber bereits in der ersten Runde gegen den Berliner Bezirksligisten Einheit Pankow nach einem 0:2 aus. 1959 wurde die Sektion Rugby gegründet. In der Saison 1961/62 wurde die Thälmannwerft geschlossen und die BSG Motor Nord aufgelöst. Die Sektion Rugby wechselte in die BSG Stahl Brandenburg, die Fußballer und Judokas kamen bei der BSG Lokomotive Brandenburg unter.